# Ruth Wysocki
Pour les articles homonymes, voir Wysocki.
Ruth Marie Wysocki (née le 8 mars 1957 à Alhambra) est une athlète américaine, spécialiste du demi-fond. 

## Biographie

### Palmarès
| Date | Compétition           | Lieu        | Résultat | Épreuve | Performance   |
| ---- | --------------------- | ----------- | -------- | ------- | ------------- |
| 1984 | Jeux olympiques       | Los Angeles | 6e       | 800 m   | 2 min 00 s 34 |
| 1984 | Jeux olympiques       | Los Angeles | 8e       | 1 500 m | 4 min 08 s 92 |
| 1995 | Championnats du monde | Göteborg    | 7e       | 1 500 m | 4 min 07 s 08 |

### Records
| Épreuve      | Performance   | Lieu        | Date             |
| ------------ | ------------- | ----------- | ---------------- |
| 800 mètres   | 1 min 58 s 65 | Paris       | 4 septembre 1984 |
| 1 500 mètres | 4 min 00 s 18 | Los Angeles | 24 juin 1984     |